# 455 Брухзалія
455 Брухзалія (455 Bruchsalia) — астероїд головного поясу, відкритий 22 травня 1900 року у Гейдельберзі.